# Allsmäktighetsparadoxen

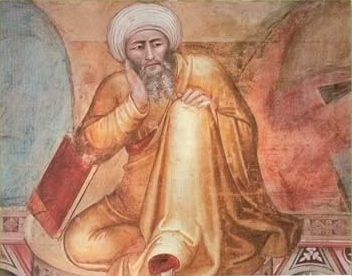
Averroes (1126–1198), en filosof som behandlade paradoxen.

Allsmäktighetsparadoxen är en familj av liknande paradoxer som berör frågan om vad en allsmäktig entitet kan göra, i synnerhet om den kan eller inte kan utföra handlingar som skulle begränsa dess egen allsmäktighet. Frågan är om det går att tillskriva allsmäktighet till någonting alls, eller om det är meningslöst eller motsägelsefullt att göra detta.
Paradoxen uppstår när man tar hänsyn till att en allsmäktig varelse av nödvändighet måste kunna begränsa sin egen förmåga att utföra vissa handlingar, och därmed inte vara förmögen att utföra alla handlingar. Om varelsen å andra sidan inte kan begränsa sin egen förmåga att utföra vissa handlingar så finns det minst en handling som varelsen inte kan utföra, och varelsen kan följaktligen inte vara allsmäktig. Paradoxen formuleras ofta i termer av den abrahamitiska guden, men detta är inget nödvändigt krav. En version av paradoxen är den så kallade stenparadoxen: "Skulle en allsmäktig varelse kunna skapa en sten så tung att varelsen själv inte skulle kunna lyfta den?" Om den skulle kunna göra detta så tycks varelsen upphöra att vara allsmäktig; om den inte skulle kunna det, så var varelsen inte allsmäktig ens från början.
Vissa filosofer, såsom J. L Cowan, tar paradoxen som intäkt för att förkasta möjligheten att det skulle finnas en absolut allsmäktig varelse. Andra, såsom Thomas av Aquino, hävdar att paradoxen uppstår från ett missförstånd gällande begreppet allsmäktighet. Paradoxen kan ses som en ren logisk omöjlighet, i det att den tillskriver fullständig förmögenhet (allsmäktighet) en oförmåga (att inte kunna lyfta något), snarare än dess frånvaro eller motsats.
Åter andra hävdar, såsom René Descartes, att Gud är absolut allsmäktig trots det uppenbara problemet. Vissa filosofer har hävdat att antagandet att en varelse antingen är eller inte är allsmäktig som en falsk dikotomi, eftersom det bortser från möjligheten att det kan finnas olika grader av allsmäktighet. I modern tid har vissa ifrågasatt huruvida språket — och därmed filosofin — över huvud taget kan behandla frågan om allsmäktighet. Vissa har emellertid hävdat att allsmäktighet medför möjligheten att förbigå logiken, vilket enligt dessa teoretiker gör paradoxen meningslös.

## Översikt
En modern version av allsmäktighetsparadoxen uttrycks med frågan: "Kan en allsmäktig varelse skapa en sten som är så tung att varelsen själv inte kan lyfta den?" Frågan ger upphov till ett dilemma. Varelsen kan antingen skapa en sten som den inte kan lyfta, eller så kan varelsen inte skapa en sten som den inte kan lyfta. Om varelsen kan skapa en sådan sten så tycks det som att varelsen upphör att vara allsmäktig. Om varelsen inte kan skapa en sådan sten, så tycks varelsen inte vara allsmäktig.
Dilemmat liknar en annan klassisk paradox, oemotståndliga kraftens paradox: Vad händer när en oemotståndlig kraft möter ett oflyttbart objekt? Ett svar är att om en kraft är oemotståndlig så kan det per definition inte finnas något oflyttbart objekt; och på motsatt vis, om det finns ett oflyttbart objekt så kan det per definition inte finnas en oemotståndlig kraft. Men denna lösning är inte möjlig att använda i fallet med allsmäktighetsparadoxen, eftersom syftet är att undersöka huruvida en varelses allsmäktighet gör dess egen allsmäktighet omöjlig.
J.L. Cowan försöker lösa paradoxen i "The Paradox of Omnipotence Revisited." Han föreslår det följande:
1. Gud kan antingen skapa en sten som han inte kan lyfta, eller så kan han inte skapa en sten som han inte kan lyfta.
2. Om Gud kan skapa en sten som han inte kan lyfta, så är han inte allsmäktig (eftersom han inte kan lyfta stenen ifråga).
3. Om Gud inte kan skapa en sten som han inte kan lyfta, så är han inte allsmäktig (eftersom han inte kan skapa stenen ifråga).
4. Alltså är Gud inte allsmäktig.

Guds allsmäktighet implicerar att Gud kan lyfta allting, därför är det ologiskt att säga att Gud kan skapa en sten som han inte kan lyfta. Det är emellertid logiskt konsistent att säga att om Gud kan lyfta någonting, så kan han inte skapa en sten som han inte kan lyfta. Eftersom han inte kan skapa en sten som han inte kan lyfta, så negeras allsmäktigheten.
För att noggrant kunna analysera allsmäktighetsparadoxen måste en av flera definitioner av allsmäktighet stipuleras. Peter Geach tar exempelvis upp fyra sorters "omnipotens" (omnipotence) som han skiljer från "allsmäktighet" (almighty).
C.S. Lewis hävdar i sin bok The Problem of Pain att paradoxen står att finna i själva satsen. Han skriver: "This is no limit to His power. If you choose to say God can give a creature free will and at the same time withhold free will from it', you have not succeeded in saying anything about God: meaningless combination of words do not suddenly acquire meaning simply because we prefix to them to other words ‘God can’" (s. 18). Vidare, "not because His power meets an obstacle, but because nonsense remains nonsense even when we talk it about God". (s.18)
Det bör noteras att frågan bygger på sin finurliga språkliga uppbyggnad. Någon som hävdar att Gud är allsmäktig kan helt enkelt hävda "Det finns ingen sten som är för stor för Gud att lyfta" och "Det finns ingen gräns för hur stora stenar Gud kan skapa". Frågan döljer i sig en fråga om förmåga med en fråga om oförmåga. En allsmäktighetsparadox skulle även uppstå ur frågan "Kan Gud inte göra någonting?" Om Gud inte kan göra någonting, så är Gud inte allsmäktig. Men själva definitionen av "allsmäktig" är precis att Gud "inte inte kan" göra någonting. Uppfattad på detta sätt kan paradoxen hävdas vara ett språkligt knep som drar nytta av definitionen av allsmäktighet.

## Olika sorters allsmäktighet
Peter Geach beskriver och förkastar fyra nivåer av allsmäktighet. Han definierar och försvarar även en svagare version av Guds "almightiness".
1. Y är absolut omnipotent betyder att Y "kan göra allting absolut. Allting som kan uttryckas i en ordföljd, även om det visar sig vara motsägelsefullt, kan utföras av Y. Y "is not bound in action, as we are in thought by the laws of logic."[9] Denna inställning försvarades av Descartes. Den har den teologiska fördelen att den sätter Gud över logikens lagar, men den teologiska nackdelen att den gör Gud till en märklig varelse. Enligt den här inställningen är paradoxen genuin.
2. Y är omnipotent betyder att "Y kan göra X" är sant om och endast om X är en logiskt konsistent beskrivning av ett sakförhållande. Denna inställning förespråkade Thomas av Aquino.[11] Denna definition av allsmäktighet löser några av de paradoxer som härrör från allsmäktigheten, men några moderna formuleringar av paradoxen utgör fortfarande ett problem för definitionen.
3. Y är omnipotent betyder att "Y kan göra X" är sant om och endast om "Y gör X" är logiskt konsistent.
4. Y är omnipotent betyder att närhelst "Y kommer att få X gjort" är logiskt möjligt, så är "Y kan få X gjort" sant.
5. Y är allsmäktig betyder att Y inte bara är mäktigare än andra varelser; ingen varelse kan mäta sig med Y vad gäller förmåga.[9]